# Weetabix

Logo von Weetabix

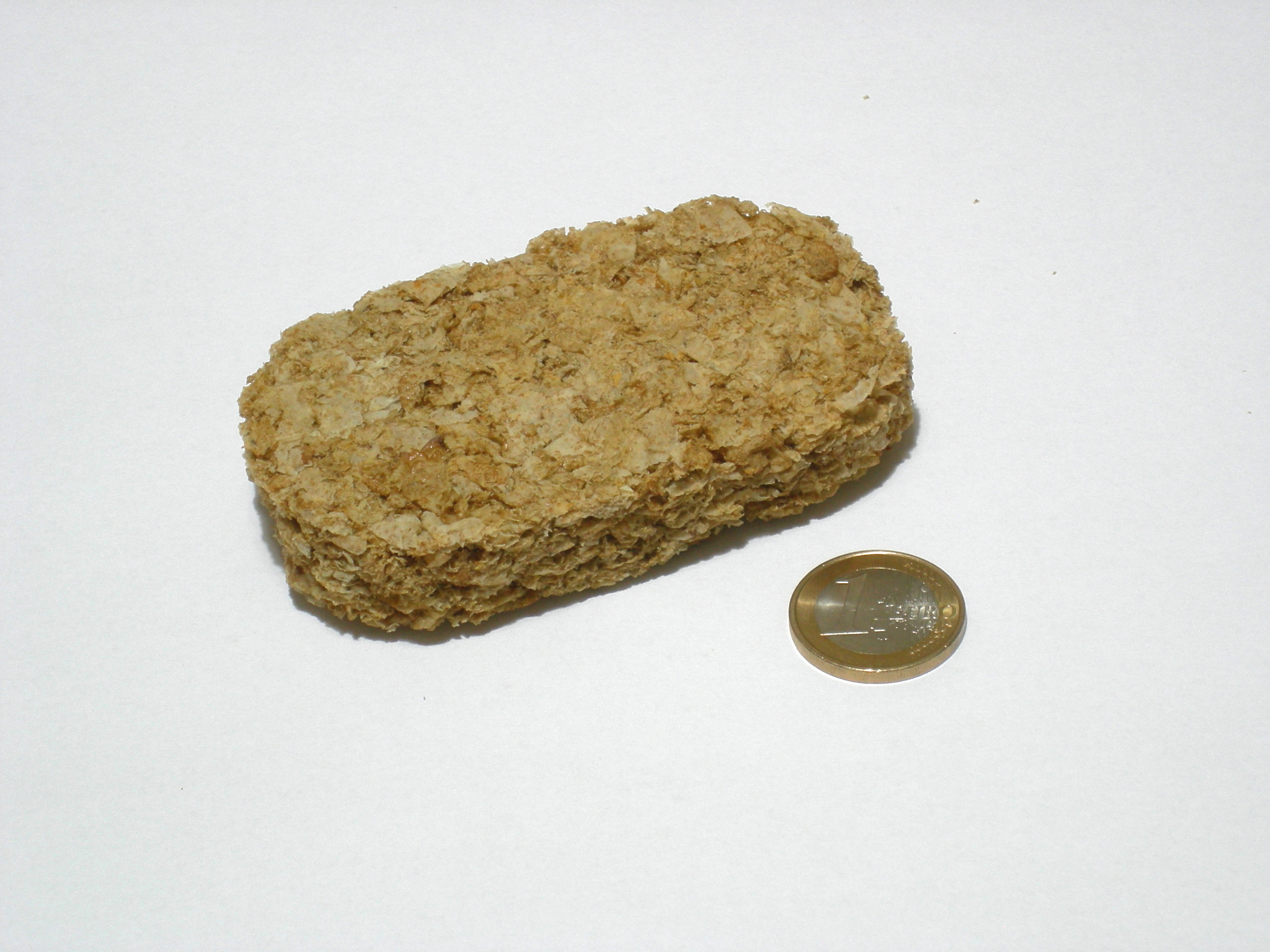
Ein Weetabix-Vollkornweizenkeks

Weetabix ist ein Vollkorn-Weizen-Keks, der in Milch oder Saft eingeweicht in einer Schüssel typischerweise zum Frühstück gegessen wird. Obwohl Weetabix seit den 1930er Jahren ein klassischer Bestandteil des englischen Frühstücks ist, ist es in Deutschland kaum bekannt.
In den Vereinigten Staaten, Südafrika, Australien und Neuseeland werden von anderen Herstellern ähnliche Produkte wie Weet-Bix angeboten.

## Produkt
Laut Hersteller wird Vollkornweizen gekocht, in Flocken zerdrückt und gemahlen.
Weetabix Original enthält laut Verpackungsaufdruck 95 % Vollkornweizen, Gerstenmalzextrakt, Zucker, Salz, Niacin, Eisensulfat, Thiamin (B1), Riboflavin (B2) und Folsäure.
Von Weetabix wurden weitere Produkte abgeleitet, die mit Zusatzstoffen versehen sind, zum Beispiel Mini Weetabix Banane.

## Hersteller
Weetabix Ltd. wurde 1932 gegründet. Ab 2012 gehörte sie mehrheitlich dem staatseigenen chinesischen Lebensmittelunternehmen Bright Food. 2017 wurde Weetabix an die US-amerikanische Gruppe Post Holdings verkauft.

## Trivia
Die britische Punkband X-Ray Spex führte Weetabix (und Kleenex) in ihrem Song Plastic Bag beispielhaft für zu viel verwirrende Werbung auf: 

„I eat Kleenex for breakfast and use soft hygienic Weetabix to dry my tears.“